# Europäische Beratende Kommission
Die Europäische Beratende Kommission (EBK; englisch European Advisory Commission, kurz EAC) war ein von den Außenministern der drei Großmächte eingesetzter diplomatischer Ausschuss mit Sitz in London. Seine Einrichtung wurde auf der Moskauer Außenministerkonferenz 1943 beschlossen. Die Kommission sollte über die alliierten Kapitulationsbedingungen gegenüber dem Deutschen Reich und dessen Besetzung und Verwaltung nach der Kapitulation beraten und hierzu Vorschläge erarbeiten. Die konstituierende Sitzung fand am 13. Dezember 1943 statt. Im August 1945 wurde die Kommission am Ende der Potsdamer Konferenz aufgelöst und durch den Rat der Außenminister ersetzt.
Ergebnisse der Kommission wurden in sogenannten Zonenprotokollen festgehalten. Das erste Protokoll vom 12. September 1944 enthält einen Plan zur Bildung von drei Besatzungszonen in Deutschland sowie eines besonderen Besatzungssystems für Berlin. Ausgangspunkt waren die Grenzen Deutschlands vom 31. Dezember 1937, also der Gebietsstand nach der Wiedereingliederung des Saargebietes, die nach der Volksbefragung vom 13. Januar 1935 erfolgt war, und vor den nationalsozialistischen Annexionen.

## Entstehung und Aufgaben
Basis für das Protokoll war der britische Rahmenplan, der am 2. Juli 1943 den Botschaftern der Vereinigten Staaten von Amerika und der Sowjetunion überreicht und in Form eines Aide-mémoire übergeben worden war. Er setzte sich aus drei Bestandteilen zusammen:
1. dem Kapitulationsinstrument, von den Briten lange Zeit noch als „armistice“ bezeichnet,
2. dem Plan für Besatzungszonen, einschließlich einer separaten Zone für Berlin,
3. der Kontrollkommission der drei Siegermächte für die Beherrschung Deutschlands von Berlin aus, die mittels „indirect rule“, also über deutsche Exekutivbehörden, regieren sollte.

Innerhalb weniger Wochen nach der ersten Sitzung der EAC stimmte Josef Stalin der Grundidee des britischen Rahmenplanes zu. Dazu gehörte auch eine Karte mit den Demarkationslinien der zunächst noch drei Besatzungszonen.
Einen weiteren Schwerpunkt der EAC bildete die Koordination der alliierten Verfolgung von deutschen Kriegsverbrechen. Die EAC hatte ebenso wie die United Nations War Crimes Commission (UNWCC) lediglich beratende Funktion und keine Exekutivbefugnisse. Im Gegensatz zur UNWCC, deren Hauptaufgabe die Erfassung und Dokumentation von Kriegsverbrechen war, befasste sich die EAC mit der Klärung von Problemen bei der Abhaltung von Kriegsverbrecherprozessen sowie Modalitäten zur Identifikation und Festnahme von Kriegsverbrechern.
Das endgültige Zusatzprotokoll wurde am 14. November 1944 von den Vertretern der drei Mächte unterzeichnet, noch vor der Entscheidung, dass auch Frankreich Besatzungsmacht werden sollte. Großbritannien ratifizierte noch im Dezember. Die USA folgten am 1. Februar 1945, die Sowjetunion am 7. Februar. Frankreich, das bis zur Landung alliierter Truppen in der Normandie im Juni 1944 noch durch Deutschland besetzt war, wurde erst nach Anerkennung seiner provisorischen Regierung unter de Gaulle durch die USA am 24. Oktober 1944 an der Kommissionsarbeit beteiligt. Diese Entscheidung datiert vom 11. November 1944. Daher kamen alle Zonenprotokolle noch vor der Ankunft des französischen Vertreters zustande. Eine Besatzungszone in Deutschland und ein Sektor in Berlin zu Lasten der Zonen und Sektoren der USA und von Großbritannien waren Frankreich erst auf der Konferenz von Jalta angeboten worden. Später wurden sie in das Potsdamer Abkommen aufgenommen.